# كونراد فريدريش لودفيج
كونراد فريدريش لودفيج (بالإنجليزية: Konrad Beckhaus)‏ (و. 1821 – 1890 م) هو عالم نبات، وlichenologist، واخصائي فطريات من الإمبراطورية الألمانية . ولد في لينغن.
توفي في هوكستر.

## التعليم
تعلم في جامعة توبنغن، وجامعة هاله